# Саватьєвське Торфопідприємство
Саватьєвське Торфопідприємство (рос. Савватьевское Торфопредприятие) — населений пункт в Калінінському районі Тверської області Російської Федерації.
Населення становить 182 особи. Входить до складу муніципального утворення Каблуковське сільське поселення.

## Історія
Від 2005 року входить до складу муніципального утворення Каблуковське сільське поселення.

## Населення
| 2010 |
| ---- |
| 182  |